# Ma Yuanyu

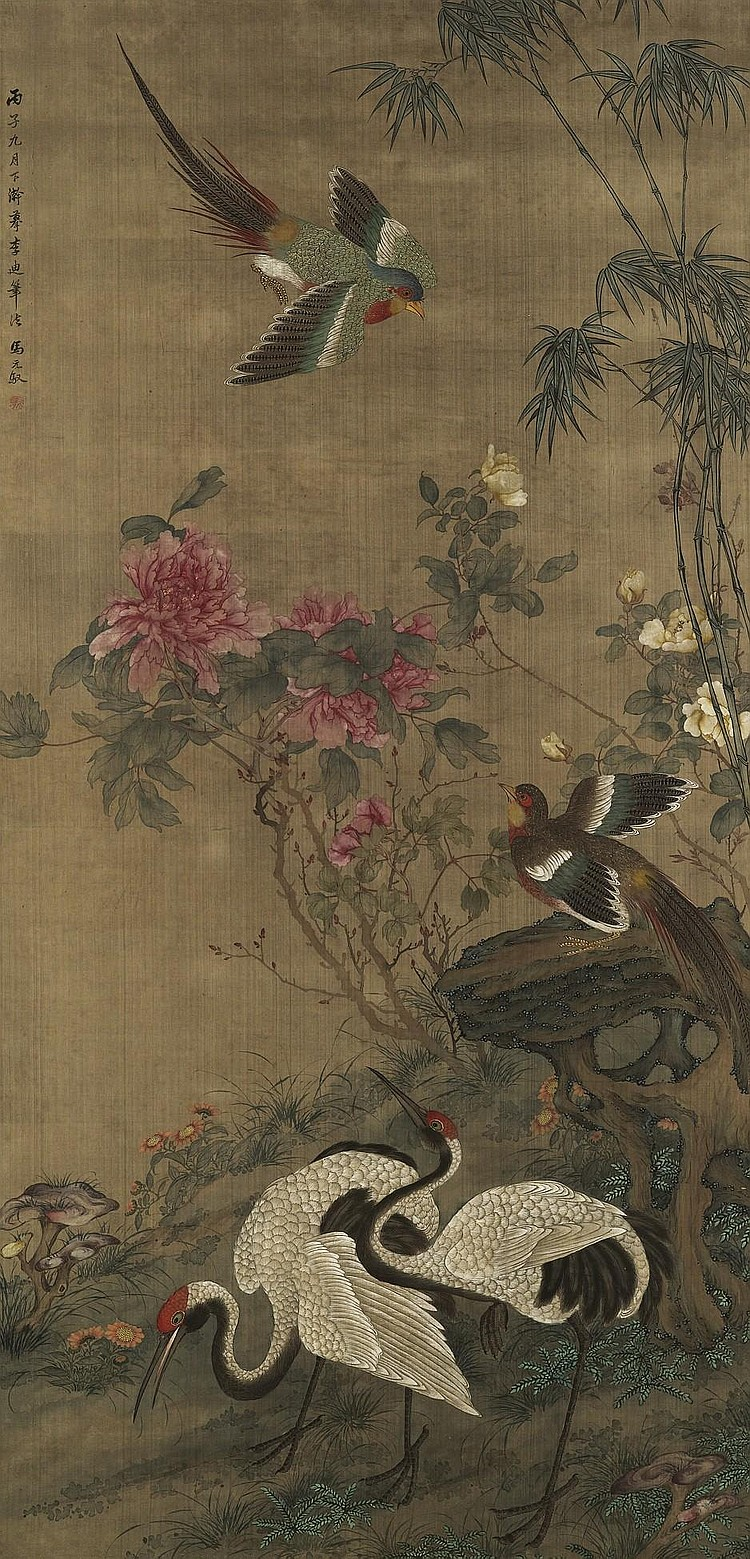
"Grues, ocells i peònies

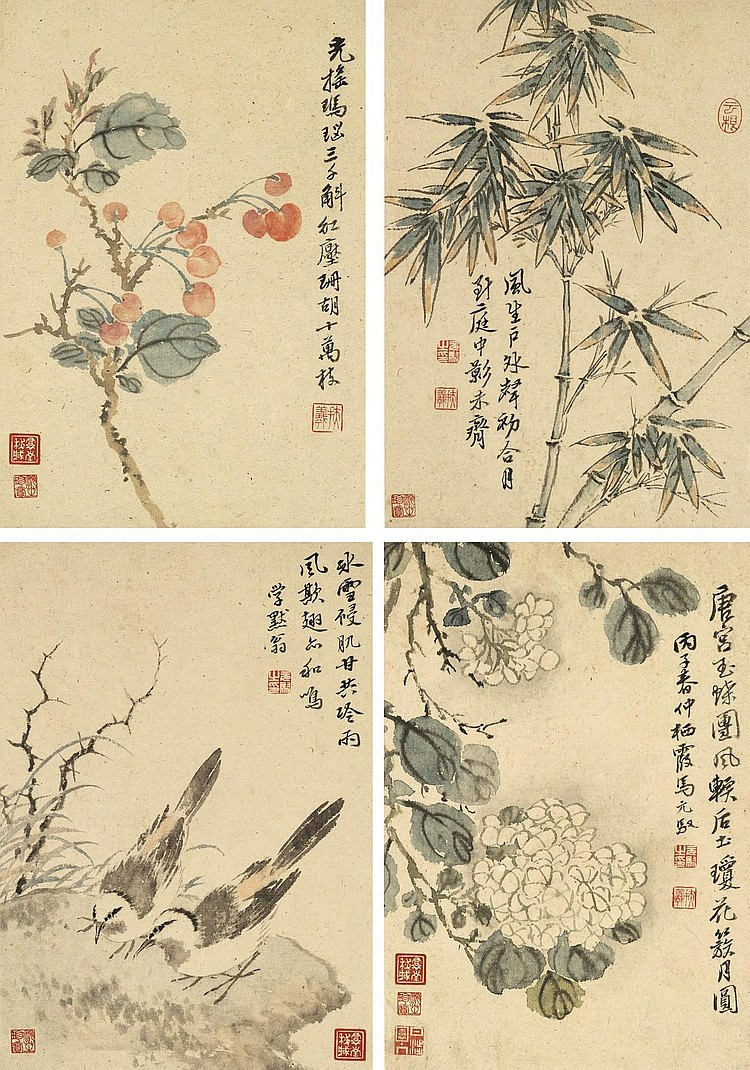
"Ocells i flors"

Ma Yuanyu (xinès simplificat: 马元驭; xinès tradicional: 馬元馭; pinyin: Mǎ Yuán yù), conegut també com a Fuxi i Xixia, fou un pintor xinès que va viure sota la dinastia Qing. Ma va néixer vers l'any 1669 a Changsu, província de Jiangsu i va morir el 1722. Pare de la pintora Ma Quan (ref.“Women's Studies Encyclopedia”. Pàg. 243). Va rebre ensenyament, com artista, de Yun Shouping. Es va especialitzar en pintures de flors i ocells.